# 常磐開発
常磐開発株式会社（じょうばんかいはつ）は、福島県いわき市に本社を置く建設業社である。また、不動産の売買やコンサルティングなども行っている。

## 沿革
- 1960年11月 - 常磐炭礦株式会社（現在の常磐興産）から独立し、常磐開発株式会社設立。
- 1995年8月 - 株式を店頭公開（現在のJASDAQ）。
- 2012年4月 - 子会社の常興電機（株）が（株）リアルタイム、（株）ジェイ・ケイ・ハウスを吸収合併、（株）ジェイ・ケイ・リアルタイムに会社名変更。
- 2021年
  - 2月10日 - エタニティ（株）による株式公開買付けが成立[1]。
  - 5月24日 - JASDAQ上場廃止。
  - 5月26日 - 株式併合により、エタニティ（株）の完全子会社となる[2]。

## 関連企業
- 常磐興産 － かつての筆頭株主で、以前は常磐興産の関連会社であった。
- ジェイ・ケイ・リアルタイム － 警備・不動産管理・住宅リフォームの子会社
- 地質基礎 － 地質・構造物調査・土木工事会社
- 茨城サービスエンジニアリング － 電気通信･電気設備･土木建築工事
- 常磐エンジニアリング － 荷役運搬設備、自動制御機械等の設計・製造・販売